# Los Calchakis
Los Calchakis son un grupo de música folclórica andina fundado en Francia en 1960 por el músico y pintor bonaerense Héctor Miranda (Calchay) y su mujer Ana María Miranda (Huaÿta). Son considerados como uno de los más importantes grupos folclóricos de Hispanoamérica, con más de 40 trabajos discográficos en su haber.
En 1964, por mediación de la folclorista chilena Violeta Parra, el grupo es presentado a la casa discográfica Arion, sello con el que grabarían sus posteriores discos. En 1969, al trío formado por Héctor Miranda, Nicolas Pérez González y Gonzalo Reig, se incorpora el músico chileno Sergio Arriagada y en 1970, el argentino Rodolfo Dalera.  En 1972 interpretan la banda sonora de la película Estado de sitio de Costa Gavras, compuesta por el músico griego Mikis Theodorakis.
Durante sus más de 50 años de existencia, Los Calchakis han llevado su música hispanoamericana por numerosos escenarios de Norteamérica y Europa: Teatro Olympia de París, Palacio de Bellas Artes de México, Victoria Hall de Ginebra, Lisner Auditorium de Washington, Jardines de Tivoli de Copenhague y el Teatro Monumental de Madrid.
En la actualidad los miembros del grupo residen habitualmente en Francia: Enrique Capuano, Pablo Urquiza y Osvaldo Muslera. Su fundador Héctor Miranda murió en 2018.

## Discografía[4]
- 1961 - Les Andes à París (Recital folklorique sud-americaine) como el dúo María et Santiago
- 1963 - Los Calchaquis chantent Atahualpa Yupanqui
- 1964 - En Bolivie avec Los Calchakis
- 1965 - Au Perou avec Los Calchakis
- 1966 - La flute indienne / Vol 1
- 1967 - Cordillere des Andes
- 1967 - La guitare indienne
- 1968 - A bailar amigos en París como el dúo María et Santiago
- 1968 - La flute indienne / Vol 2
- 1968 - Flutes, harpes et guitares indiennes
- 1969 - La marimba sud-americaine
- 1969 - Toute l'Amerique indienne
- 1970 - Disque d'or
- 1971 - La flute indienne par le disque
- 1971 - Mystere des Andes
- 1973 - La flute indienne a travers les siècles
- 1974 - Le chant des poètes révoltés / Vol 1
- 1975 - Les flutes de l'Empire Inca
- 1976 - Toute l'Argentine
- 1978 - Le chant des poètes révoltés / Vol 2
- 1979 - Au pays de la diablada
- 1980 - Himno al Sol
- 1983 - Pueblos del Sur
- 1984 - Raíces africanas
- 1985 - Le vol du condor
- 1987 - Prestige de la musique latino-americaine
- 1990 - Sous le soleil sud-americain
- 1997 - Chants et flutes d'Amerique du Sud
- 2001 - Los Calchakis
- 2003 - Danse avec le condor
- 2011 - En concert
- 2012 - Musiques des Andes

### Cantatas y coros vocales[5]
- 1976 - La misa criolla
- 1977 - Cantata Mundo Nuevo
- 1982 - Cantata para un Hombre Libre
- 1992 - Cantata Eldorado
- 2010 - Tierra Herida

### Bandas sonoras
- 1973 - Etat de siege

### Álbumes en directo
- 1972 - Les Calchakis en scene
- 2002 - Musique et chants latino-americains
- 2009 - Concierto en Burgos 30-10-09

### Recopilatorios
- 1981 - Tierras legendarias
- 1985 - Flutes de terres incas
- 1986 - Flutes de pan des Andes
- 1987 - Harpe, marimba et guitares latino-americaines
- 1988 - Chantent l'Amerique latine
- 1988 - Les Calchakis avec chœur
- 1988 - Sur les ailes du condor
- 1989 - Flutes et chants d'Argentine
- 1989 - Entre vallees et montagnes
- 1995 - Au fil des annees
- 1997 - L'art de la flute des Andes
- 2003 - L'art de la flute de pan andine

### Colectivos
- 1991 - Chants et rythmes du Chili